# Hervé Deniel
Hervé Deniel, né le 14 février 1899 à Saint-Martin-des-Champs et mort le 11 décembre 1951 à Paris, est un lutteur français, spécialiste de lutte libre.
Il remporte deux médailles lors des Championnats d'Europe, l'une en bronze en 1929 à Paris dans la catégorie des moins de 79 kg et l'autre en argent en 1933 à Paris dans la catégorie des moins de 87 kg.
Il participe au tournoi de lutte aux Jeux olympiques d'été de 1928 à Amsterdam dans la catégorie des moins de 79 kg.